# Stanisław Dąbrowski (wiceminister)
Stanisław Dąbrowski (ur. 1 stycznia 1928 w Jasieńcu Soleckim, zm. 21 grudnia 1996) – polski działacz partyjny i państwowy, inżynier włókiennik, podsekretarz stanu w Ministerstwie Przemysłu Lekkiego (1969–1972).

## Życiorys
Syn Jana, z wykształcenia inżynier włókiennik. Od 1948 do 1949 technolog w Państwowych Zakładach Przemysłu Bawełnianego w Łodzi, potem do 1950 wykładowca w Liceum Sztuk Plastycznych w tym mieście. W 1950 zatrudniony w Instytucie Włókiennictwa w Łodzi, początkowo jako kierownik pracowni, a od 1962 kierownik zakładu. Pomiędzy 1962 a 1969 dyrektor Centralnego Laboratorium Przemysłu Bawełnianego. Wstąpił do Polskiej Zjednoczonej Partii Robotniczej. Od listopada 1969 do stycznia 1972 był podsekretarzem stanu w Ministerstwie Przemysłu Lekkiego.
Został pochowany na Cmentarzu Wojskowym na Powązkach.